# Niort
Niort este un oraș în Franța, prefectura departamentului Deux-Sèvres, în regiunea Poitou-Charentes. 

## Personalități născute aici
- Françoise de Maintenon (1635 - 1719), metresă a lui Ludovic al XIV-lea al Franței;
- Ludovic Piette (1826 - 1878), pictor;
- Raymond Besse (1899 - 1969), pictor;
- Henri-Georges Clouzot (1907 - 1977), regizor;
- Mathias Énard (n. 1972), scriitor;
- Étienne Capoue (n. 1988), fotbalist.